# كينغ فيشر
كينغ فيشر (بالإنجليزية: King Fisher)‏ هو مربي ماشية أمريكي، ولد في أكتوبر 1853 في مقاطعة كولين في الولايات المتحدة، وتوفي في 11 مارس 1884 في سان أنطونيو في الولايات المتحدة.